# War Thunder
War Thunder ist ein Free-to-play-Computerspiel des ungarischen (vor 2015 russischen) Spieleentwicklers Gaijin Entertainment. Das Massively Multiplayer Online Game (MMOG) ist eine Flug-, Schiffs-, Hubschrauber- und Panzersimulation, auch mit kombinierten Fahrzeugtypen (Schiffe bzw. Panzer zusammen mit Fluggeräten).

## Entwicklung
Die Entwicklung von War Thunder begann noch unter dem Titel World of Planes bereits 2009. Gaijin Entertainment wurde vorher schon durch detaillierte Flugsimulationen wie IL-2 Sturmovik: Birds of Prey und Wings of Prey bekannt. Aufgrund der Namensähnlichkeit mit World of Warplanes, eines gleichartigen Spiels von Wargaming.net, wurde es umbenannt. Das Spiel hat laut Entwickler schon über drei Millionen Spieler erreicht.

## Spielprinzip

### Allgemein
Die Spielwelt ist in 3D gestaltet und das Spielprinzip beruht auf Player versus Player (PvP)-Schlachten. Als Hintergrund dienen Szenarios aus dem Zweiten Weltkrieg bis hin zu Schlachtfeldern des Kalten Krieges mit Modellen, die den Zeitraum von 1930 bis mittlerweile ca. 2022 umfassen. Nach Flugzeugen wurden Panzer, Helikopter und Schiffe zum Spiel hinzugefügt, die Spieler auch in kombinierten Schlachten benutzen können (Fahrzeuge mit Helikoptern und Flugzeugen, Schiffe zusammen mit Flugzeugen). Helikopter werden nur durch Kauf oder Erspielen einer hohen Stufe (Fahrzeugrang 5) verfügbar. Es sind nicht alle Fahrzeugklassen für alle Nationen verfügbar, diese werden mit Updates hinzugefügt. Bei allen Fahrzeugklassen werden über „Forschungsbäume“ neue Fahrzeugtypen und Verbesserungen über ein Punktesystem freigeschaltet, wobei durch Einkauf der Spielwährung Golden Eagles für reales Geld diese Forschung beschleunigt werden kann. Die Forschungsdauer wächst exponentiell an. Die Flugzeug- und Helikoptermodelle sind detailreich, das Flugverhalten kann aus drei verschiedenen Modi zwischen arcadelastig und simulatorähnlich gewählt werden, ähnelt jedoch der realen Steuerung von Flugzeugen nur entfernt. Das Flug- bzw. Fahrverhalten ist teilweise unrealistisch, da weder Widerstand noch Beschleunigung berechnet werden. Um Schäden oder extreme Bewegungssituationen zu simulieren, wird einfach die Steuerung und sonstige Bedienung reduziert oder abgeschaltet. Den Modellen werden theoretische Höchstwerte zugeordnet, einige Typen haben so nach vollständiger Erforschung deutlich bessere Leistungen als die realen Vorbilder. Allerdings werden dadurch manche Fahrzeuge, welche in Realität schlecht oder nur sehr eingeschränkt funktioniert haben, überhaupt erst spielbar. Ohne die Modifikationen durch die Forschung sind die Fahr- und Flugzeuge dramatisch schlechter und bei Kämpfen im Nachteil.
Mehrere Fahr- und Flugzeuge lassen sich ausschließlich mit der Premium-Spielwährung freischalten. Dies ist vor allem bei eher seltenen Fahrzeugen, Prototypen und eroberten Fahr- und Flugzeugen der Fall.
Beispiele für solche Flug- und Fahrzeuge sind der T-35, der SMK, das Sd.Kfz. 140/1, der PzKpfw II Ausf. H, der KW-1C, der T-34E (mit zusätzlicher Panzerung), die Curtiss-Wright XP-55, Commonwealth Wirraway, Commonwealth Boomerang, Westland Wyvern S.4, Pe-2-205 Peschka, Douglas BTD oder die A6m5 Ko-Reisen.
Neben dem Premium- und dem frei erforschbaren Kriegsmaterial gibt es auch seltene Flugzeuge, die man nur für bestimmten Missionen durch Zufall oder Lösen teils schwerer Aufgaben erhält. Beispiele hierfür sind etwa die Polikarpow Po-2, Tupolew TB-3 oder die Dewoitine D.520.

### Geschäftsmodell
Der Betreiber verdient Geld durch den Verkauf von Premiumwährung und Premiumartikeln, welche über den Onlineshop oder im Spiel angeboten werden. Pakete im Onlineshop bündeln oftmals einen Premiumartikel mit Premiumwährung und einem Premiumaccount für eine bestimmte Zeit. Ebenso können Spieler über den „Gaijin Marktplatz“ Eventfahrzeuge, spezielle Tarnanstriche, Sticker und weitere Items von anderen Spielern kaufen, was dem Entwickler einen Prozentsatz des Verkaufspreises einbringt. Die für den Marktplatz benötigte Währung „Gaijin Coins“ kann über die Webseite im eins-zu-eins Wechselkurs des Dollar oder Euro erworben werden.
Die Premiumwährung „Golden Eagles“ sind entweder durch Echtgeld kaufbar oder durch spezielle Aufgaben erspielbar, verlangen dem Spieler allerdings einiges an Können und Ausdauer ab. Idealerweise finden sich hierzu mehrere Spieler in einer Staffel zusammen, um die Chancen auf einen erfolgreichen Abschluss zu erhöhen. Die Preise für „Golden Eagles“ bewegen sich im Rahmen der in der Spieleindustrie üblichen Bepreisung für Premiumwährungen; so kosten beispielsweise 25.000 „Golden Eagles“ rund 114 € Euro und bilden damit den größten kaufbaren Satz an „Golden Eagles“.
Um die rund 1500 Fahrzeuge mit allen Modifikationen und Besatzungsmodifikationen zu erhalten, müssten Spieler entweder „Golden Eagles“ im Wert von rund 30.000 € oder 150.000 Spielstunden (geschätzt) aufwenden, da die Anforderungen mit jeder Stufe exponentiell steigen. Die durch den Online- und Ingameshop mit Echtgeld erwerbbaren Fahrzeuge bewegen sich im Preis zwischen 5 und 60 €. Besonders seltene Sammlerfahrzeuge können durch Spieler auf einem plattformeigenen Marktplatz, ähnlich dem Steam Market, angeboten werden und erzielen dort Preise bis in den vierstelligen Eurobereich. Diese Fahrzeuge stammen zumeist aus bereits vergangenen Events oder in seltenen Fällen auch aus Turniergewinnen; ein prominentes Beispiel hierfür bildet der E-100.
In der Stufe VII für Panzer oder VII für Flugzeuge kann das Freischalten von Modifikationen mit „Golden Eagles“ zwischen 150 und 690 „Golden Eagles“ pro Modul kosten. Ebenso kann die Besatzung für ein bestimmtes Fahr- oder Flugzeug durch Silver Lions auf den Expertenrang oder durch Golden Eagles auf den Ass-Rang angehoben werden. Zu beachten ist, dass Spieler den Ass-Rang auch durch verdiente Forschungspunkte selbst erwirtschaften können, was je nach Rang und vorhandenem Premiumaccount wenige Tage bis mehrere Wochen in Anspruch nehmen kann.
Spieler können durch das tägliche Einloggen jeden Tag einmal Items aus einem Glücksrad ähnlichen Glücksspiel ziehen. Außerdem gibt es die Möglichkeit nach einer Runde eine kostenlose Kiste zu öffnen, welche wiederum Items ausschüttet.

#### Events
In Events können Spieler einzigartige Fahr- und Flugzeuge erspielen und diese später auf dem Marktplatz untereinander handeln, wobei der Entwickler einen Prozentsatz des Verkaufspreises selbst erhält.
Events teilen sich in Aufgaben- und Bauevents auf.
- Aufgabenevents erfordern das Abschließen von bis zu 12 Aufgabenblöcken,[5] welche in 2 Tagesabständen bestanden werden müssen. Die Aufgabenblöcke setzen sich aus jeweils 5 Aufgaben zusammen, von denen 3 erfüllt werden müssen, um den Block abzuschließen. Seit Beginn dieser Eventform haben sich die verschiedenen Aufgaben leicht verändert, sind insgesamt aber ähnlich leicht/schwierig geblieben. Vorteil dieser Eventform ist, dass vor allem besonders gute Spieler sehr schnell ihre Aufgaben erfüllen können, benachteiligt werden hierbei Spieler, die nicht besonders gut spielen. Sollte ein Spieler aufgrund von Zeitmangel oder anderen Gründen einen Aufgabenblock nicht abschließen können, kann er diesen für 999 „Golden Eagles“ kaufen, welches in etwa einem Realpreis von 6,60 € entspricht.[6]
- Bauevents erfordern sehr viel Zeit, da sie über ein Kistensystem funktionieren, welches dem Spieler alle 10 Minuten (reine Matchzeit) eine Kiste mit per Zufall zusammengestellten Ressourcen ausgibt. Diese Ressourcen können dann in einem, dem Event thematisch passenden, Minigame zu Items zusammengebaut werden, um verschiedene Stationen abzuarbeiten. Zum Abschluss eines solchen Minigames erhält der Spieler eine Abschlussmarke, welche er gegen die Eventfahrzeuge eintauschen kann. Spieler, die in einer Runde den ersten Platz belegen können außerdem „Booster“ erhalten, welche den Bau von bestimmten Items stark beschleunigen. Insgesamt ist diese Art von Event allerdings wesentlich fairer, da jeder Spieler eine fixe Menge an Ressourcen erhält und nur die Baugeschwindigkeit von Enditems beschleunigen kann.

### Matchmaker
Der Matchmaker des Spiels wählt Spieler basierend auf der Gesamtwertung des Decks aus und matched diese mit einer maximalen Differenz von ±1.0 der Kampfeinstufung gegeneinander. Neue Spieler werden hierbei in ihren ersten Runden bevorzugt gegen KI und wenige, gleichermaßen neue Spieler antreten. Über sogenannte Staffeln können Spieler mit ihren Freunden in bis zu vier Spieler großen Verbänden gleichzeitig in ein Match einsteigen und somit den Ausgang einer Schlacht entsprechend stark beeinflussen.

### Steuerung
Es stehen mehrere Steuerungsarten zur Verfügung, mit denen Spieler ihre Flugzeuge je nach eigener Erfahrung und eigenen Fähigkeiten steuern können. Die einfachste Steuerungsform stellt hierbei der Maus-Zielmodus dar, bei dem der Spieler von einem virtuellen „Ausbilder“ unterstützt wird, der das Flugzeug stabilisiert und auch Elemente der Steuerung, wie z. B. das Rollen, übernimmt. In diesem Modus besitzt der Spieler nur Zugriff auf die einfachste Elemente des Flugzeugs (Steuerung, Schießen, Rundumblick). Die Steuerung kann in ihrer Komplexität erweitert und der „Ausbilder“ abgeschaltet werden, so dass der Spieler letztendlich die vollständige Kontrolle über sämtliche Elemente des Flugzeugs erhalten kann.
Die Flugzeuge können aus dem Cockpit heraus mit virtuellem Head-up-Display (HUD) oder in der dritten Person gespielt werden; viele Bomber verfügen zudem über ein Bombenvisier und eine rückwärtsgerichtete Kamera, die die Kontrolle über die Bordschützen ermöglicht.
Bei allen Fahrzeugen lassen sich sämtliche Funktionen auf Tastatur-Tasten legen und so umstellen, wie der Spieler dies wünscht. Zur vereinfachten Bedienung ist auch ein Multifunktionsmenü für viele Funktionen vorhanden. Auch gibt es „Achsen“, wie die Zielhöhenkorrektur für das Fadenkreuz bei Panzern und Schiffen oder die Intensität der Radbremsen bei Flugzeugen, was im Spiel gelegentlich einen Vorteil gegenüber anderen Spielern bieten kann.

### Spielmodi
Insgesamt stehen vier Spielmodi zur Verfügung:
- Arcade-Schlachten mit zufallsgenerierten Teams, welche ohne Rücksicht auf historische Bündnisse zusammengestellt werden, und vereinfachtem Flugverhalten. Die Flugzeuge haben mehr Leistung und mehr Panzerung als in den anderen Spielmodi, anormale Flugzustände wie z. B. das Trudeln können fast nicht erreicht werden. Zudem sind Beschädigungen aufgrund zu hoher aerodynamischer Belastungen, also z. B. durch zu hohe Geschwindigkeit oder zu hoher Lastvielfachen in Kurven, deaktiviert. Ebenfalls ist für die Flugzeuge ein unbegrenzter Munitionsvorrat vorhanden, der auch während der Mission ergänzt werden kann. Zudem steht ein individuell einstellbarer Vorhaltepunkt zur Verfügung, der das Schießen erleichtern soll. Außerdem kann der Spieler in Panzer- und Flugzeugmatches dreimal, in Schiffmatches bis zu sechsmal (mit 3 Flugzeugen, mittels Punkte-Counter wie in realistischen Schlachten) spawnen. In Panzermatches ist es außerdem möglich, durch den Abschuss feindlicher Spieler einen Flugzeugspawn auszulösen, bei dem man mit 1 Abschuss als Jagdflieger, mit 2 als Sturzkampfbomber und/oder mit 3 als schwerer oder mittelschwerer Bomber in das Geschehen eingreifen kann, was von gegnerischen Spielern mit Flugabwehrpanzern, eigenen Jägern oder sogar Panzergeschützen und Maschinengewehren der Panzer gekontert werden kann.

- Realistische Schlachten, in denen die Spieler meist historisch korrekt und mit realistischem Flugverhalten antreten. Die Flugzeuge können durch aerodynamische Belastungen beschädigt werden, nicht mehr auf den Vorhaltepunkt zurückgreifen und verfügen nicht mehr über unendlich Munition und Treibstoff. Diese können stattdessen nur noch auf Trägerschiffen oder Flugfeldern nachgeladen werden. Ebenfalls kann man in realistischen Schlachten nicht mehr ohne weiteres respawnen. Während man in früheren Versionen oder in Flugzeug-Kämpfen von War Thunder noch ganz ausschied, kann der Spieler heute in Panzer-Schlachten Fahrzeugpunkte nach dem Tod in Wiedereinstiege investieren, welche anhand von Typ und „Tierstufe“ des jeweiligen Fahr- oder Flugzeuges sowie der bereits gemachten Wiedereinstiegen besteuert werden. Bei Panzer- und Schiffsmatches können ausgewählte Flugzeuge benutzt werden, solange nach einem Spielertod genug Punkte zur Verfügung stehen.

- Simulator-Schlachten, in denen War Thunder eher einem Kriegs-Flugsimulator gleicht und in denen die Ansichten auf die Cockpitansicht beschränkt und der Mauszielmodus sowie der virtuelle „Ausbilder“ nicht verfügbar sind. Munition ist wie in den historischen Schlachten ebenfalls begrenzt. Das Flugverhalten ist in diesem Modus sehr realistisch, zudem ist vor der erstmaligen Teilnahme ein Simulatortraining Pflicht.

- „Sturm“ ist ein Modus, in dem mehrere Spieler einen Flugplatz verteidigen müssen, welcher in Wellen von Bombern und Jägern angegriffen wird, die von einer KI gesteuert werden. Die Steuerung in diesem Modus entspricht der des Arcademodus. Er beinhaltet bei erfolgreichem Abschluss eine Schlachttrophäe, welche dem Spieler einen zufälligen Bonus/Booster schenkt.

Weiterhin gibt es unterschiedliche Missionstypen: „Bodenangriff“, „Vorherrschaft“, „Frontlinie“ und „Operationen“, die aber nicht alle in jedem Modus verfügbar sind. So finden im Arcade-Modus keine Operationen statt, und im historischen Modus gibt es keinen Vorherrschaftsmodus.

### Gefechtsfelder
Die orthogonalen Gefechtsfelder orientieren sich in Topologie, Vegetation, Bebauung und Jahreszeit an historischen Schlachten des Zweiten Weltkriegs und (möglichen) Schlachtfeldern des Kalten Kriegs, darunter unter anderem:
- Sowjetisch-Finnischer Winterkrieg (November 1939 – März 1940)
- Zweite Schlacht von El Alamein (Oktober/November 1942)
- Tunesienfeldzug (November 1942 – Mai 1943)
- Kuban-Brückenkopf (Januar – Oktober 1943)
- Unternehmen Zitadelle in Kursk (Juli 1943)
- Schlacht im Hürtgenwald (Oktober 1944 – Februar 1945)
- Operation Plunder (März 1945)
- Gefecht auf der Kölner Domplatte (März 1945)
- Schlacht um Berlin am Reichstagsgebäude (April 1945)
- Fulda Gap

### Kommunikation
Textchat
Die Spieler können über den internen Chat kommunizieren. Für den Chat gibt es drei Modi für die Sichtbarkeit der Nachricht: Team, Geschwader, Alle. Mit Beginn des Ukraine-Kriegs 2022 wurden Spieler, die sich zum Krieg äußerten, von der Chat-Funktion ausgeschlossen. Einige Tage später wurde die Chat-Funktion dann ganz deaktiviert. Seit Ende Mai 2022 ist die Kommunikation über Textchat wieder möglich.
Voicechat
Die Spieler konnten bis Ende Februar 2022 innerhalb der Staffel per Mikrofon kommunizieren. Dazu wurde eine integrierte Erweiterung von Vivox genutzt.

### Staffel und Kampfgruppen
Die Bildung von Staffeln ist in War Thunder möglich. Der Vorteil einer Staffel ist, dass die Mitglieder besser untereinander kommunizieren und so effektiver spielen können. Es gibt zusätzlich die Option, Staffeln mit zufälligen Spielern einer Runde zu bilden. Dies kann jedoch auch deaktiviert werden. Die Option dient dem Erreichen von Staffelbelohnungen auch ohne dass man mit jemandem aktiv eine Staffel bilden muss. Jeder Spieler kann Kampfgruppen beitreten, welche die Möglichkeit bieten, spezielle Kampfgruppenfahrzeuge zu erforschen. Die Anzahl der wöchentlich verdienten Forschungspunkte hängt von der eigenen Spieler- und Kampfgruppenaktivität ab. Kampfgruppen können auch in Kampfgruppengefechten gegeneinander antreten. Zum Erstellen einer Kampfgruppe benötigt ein Spieler 2500 „Golden Eagles“ (Premium-Ingame-Währung).

## Mobile Version
Die mobile Version unterscheidet sich von der normalen Version in:
- Pro Team gibt es höchstens 10 Spieler, außer in der Marine (nur fünf).
- Es gibt weniger Fahrzeuge.
- Es gibt keine unterschiedlichen Modi.
- Man nimmt weniger Rücksicht auf den historischen Kontext.

## Rezensionen
- GameStar: 85 %[10]
- GamePro: 83 %[11]

## Preise
War Thunder hat folgende Preise erhalten:
- gamescom award, Best Simulation Game (2013)
- KPN Best Game (2013)
- KPN Best Developer (2013)
- KPN Best Technology (2013)
- KPN Best Sounddesign (2013)[12]

## Kritik
Am 21. Juni 2020 wurde die Pornodarstellerin Eva Elfie von Gaijins War Thunder gesponsert, was eine leichte Kontroverse innerhalb der Community auslöste.
Im Januar 2021, nachdem die Logos von War Thunder in einem Video des Donbas-YouTube-Kanals „High Caliber Mayhem“ zu sehen waren, wurde Gaijin beschuldigt, indirekt pro-russische Separatisten im Krieg im Donbas finanziert zu haben. High Caliber Mayhem hat jegliche Verbindungen zu den separatistischen Streitkräften bestritten und eine Erklärung veröffentlicht, in der behauptet wird, dass das gesamte Geld aus allen Anzeigen auf diesem Kanal für humanitäre Hilfe für Zivilisten ausgegeben wurde. Das Video, das die War Thunder-Werbung zeigt, wurde aus dem YouTube-Kanal von High Caliber Mayhem entfernt. Als Antwort auf die Kontroverse erklärte Gaijin: „Wir bieten niemandem irgendwo politische Unterstützung. Wir wissen nichts über Politik und halten uns lieber raus. Unsere Werbeagentur, die eine Anzeige in dem vorgenannten Video bestellt hat, hat sie entfernt, als sie erkannte, dass sie uns in eine politische Diskussion hineinziehen könnte.“
Im Rahmen des Russischen Überfalls auf die Ukraine 2022 legt der Entwickler großen Wert darauf, als europäisches Unternehmen wahrgenommen zu werden. Im Spiel wurde die temporär die Chatmöglichkeit für einige Wochen entfernt, da alle Nationen, also auch Russen und Ukrainer, dieselbe Infrastruktur nutzen und gegenseitige Beleidigungen in den ersten Kriegswochen überhandgenommen hätten. Dies zeigte sich insbesondere im Chat der ersten offiziellen Streams, da auch diese sowie die Social-Media-Kanäle einige Wochen ruhten.
Immer wieder kommt es in den offiziellen Foren des Spiels zu Leaks, bei denen geheime bzw. nicht für die Allgemeinheit freigegebene Informationen zu Kriegsgerät veröffentlicht werden, beispielsweise zum Kampfpanzer Challenger 2 oder dem Kampfflugzeug F-16. Die Dokumente werden zumeist eingebracht, um als Belege bei Diskussionen um den Realismus der im Spiel dargestellten Fahrzeuge zu dienen. Die entsprechenden Posts wurden durch die Foren-Moderatoren in allen bisher bekannten Fällen entfernt. 